# Gli epigoni
Gli epigoni (Ἐπίγονοι) è un poema epico perduto del Ciclo Tebano, parte del Ciclo epico, di cui oggi restano appena un paio di frammenti e un parziale riassunto di dubbia attribuzione.
Il poema, lungo circa 7 000 versi, venne in tempi antichi attribuito a Omero, ma già Erodoto dubitava di tale notizia. Altri attribuirono l'opera ad un Antimaco, probabilmente Antimaco di Teo.

## Trama
L'opera, prosecuzione della Tebaide, raccontava le vicende dei figli dei guerrieri che nella Tebaide stessa avevano fallito l'assalto a Tebe. Dieci anni dopo, i figli di quei guerrieri, denominati Epigoni, tentano nuovamente l'impresa. Tali guerrieri sono: il capo Alcmeone e Anfiloco (figli di Anfiarao), Egialeo (figlio di Adrasto), Diomede (figlio di Tideo), Promaco (figlio di Partenopeo), Stenelo (figlio di Capaneo), Tersandro (figlio di Polinice) ed Eurialo (figlio di Mechisteo). L'esercito tebano era invece guidato dal re Laodamante, figlio di Eteocle.
Dopo aver devastato i villaggi e le campagne attorno a Tebe, l'esercito degli Epigoni incontra quello tebano a Glissa, a cinque miglia da Tebe. Laodamante riesce ad uccidere Egialeo (unico degli Epigoni a cadere), ma viene ucciso da Alcmeone, e l'esercito tebano è costretto a ripiegare in città. Tuttavia Tiresia, indovino cieco, prevede la caduta di Tebe, e consiglia ai concittadini la fuga. Così i tebani abbandonano la propria città, diretti in parte in Tessaglia, altri in Illiria. Anche lo stesso Tiresia abbandona la città, arrivando fino alla fonte Telfussa, dove muore.
L'indomani gli Epigoni prendono possesso della città, saccheggiandola. Essi catturano la figlia di Tiresia, Manto, e la mandano all'oracolo di Apollo a Delfi. L'assalto che dieci anni prima era fallito, aveva stavolta avuto esito vittorioso.